# Ляв комунизъм
Ляв комунизъм е обхватът от комунистически гледни точки, поддържани от комунистическото ляво, което критикува политическите идеи на Болшевиките в определени периоди от позицията, че отстоява да е по-автентично марксистки и пролетарски, отколкото гледните точки на ленинистите, поддържани от Комунистическия интернационал след неговия първи и по време на неговия втори конгрес.
|  | Тази страница частично или изцяло представлява превод на страницата Left communism в Уикипедия на английски. Оригиналният текст, както и този превод, са защитени от Лиценза „Криейтив Комънс – Признание – Споделяне на споделеното“, а за съдържание, създадено преди юни 2009 година – от Лиценза за свободна документация на ГНУ. Прегледайте историята на редакциите на оригиналната страница, както и на преводната страница, за да видите списъка на съавторите. ВАЖНО: Този шаблон се отнася единствено до авторските права върху съдържанието на статията. Добавянето му не отменя изискването да се посочват конкретни източници на твърденията, които да бъдат благонадеждни. |